# Löbejün
Löbejün is een plaats en voormalige gemeente in de Duitse deelstaat Saksen-Anhalt en maakt deel uit van de gemeente Wettin-Löbejün in de Landkreis Saalekreis.
Löbejün telt 2.254 inwoners.
In Löbejün staat het Carl-Loewe-Museum dat gewijd is aan zijn werk en zijn leven.

## Geboren in Löbejün
- Carl Loewe (1796), componist en zanger